# Делльфельд
Делльфельд (нем. Dellfeld) — община в Германии, в земле Рейнланд-Пфальц. 
Входит в состав района Юго-западный Пфальц. Подчиняется управлению Цвайбрюккен-Ланд.  Население составляет 1390 человек (на 31 декабря 2010 года). Занимает площадь 7,24 км².
Город подразделяется на 3 городских района.